# Amatori Bergamo
L'Amatori Bergamo fu una società pallavolistica di Bergamo; rimase negli annali, malgrado la sua breve storia, per aver vinto i primi due scudetti nella storia del campionato italiano di pallavolo femminile.

## Storia
La squadra fu fondata da Arnaldo Eynard, dirigente della fabbrica di bottoni Corozite di San Paolo d'Argon; già durante il periodo della seconda guerra mondiale aveva incentivato le operaie della sua azienda a imparare la pallavolo all'interno del dopolavoro, dando vita a quella che può essere considerata la prima squadra italiana a praticare questo sport. Nel 1946 Eynard fu tra i fondatori della Federazione Italiana Pallavolo, della quale fu eletto primo presidente; in occasione del primo campionato italiano riunì le migliori giocatrici della Corozite nell'Amatori che, in maglia bordeaux e bianca, vinse a Genova il primo titolo della storia. L'anno successivo, nel torneo disputato a Bergamo, l'Amatori vinse nuovamente il titolo. Nel 1948 la squadra fu assorbita dalla FARI (Federazione Attività Ricreative Italiane), la cui attività era organizzata dall'Azione Cattolica.

## Dopo l'Amatori
Fino al 1955 la FARI disputò con regolarità il campionato di Serie A, senza tuttavia conseguire più alcun risultato di rilievo. Negli stessi anni un'altra società, la "La Rocca-Rumi" disputò alcuni campionati in massima categoria; un'ultima apparizione della FARI nel campionato nazionale risale al 1962. Scioltasi la FARI, fu fondata la Presolana Bergamo, in A dal 1966-67 al 1977-78 con migliore prestazione nel 1976-77 (quarto posto). Proprio in quella stagione conobbe il suo apice la storia della Pallavolo di Alzano Lombardo, che riportò lo scudetto nel bergamasco dopo trent'anni.
Sia la Presolana che l'Alzano scomparvero nei primi anni ottanta. Fu agli inizi degli anni novanta che prese il via l'ascesa della Volley Bergamo, patrocinata dalla Foppapedretti, che festeggiò il suo primo titolo nel 1995-96 e diede il via a una lunga serie di successi nazionali e internazionali che riportarono ai vertici la pallavolo bergamasca.

## Palmarès
- Campionato italiano: 2

1946, 1947

## Fonti e bibliografia
- Archivio storico della Gazzetta dello Sport, su archiviostorico.gazzetta.it.
- Filippo Grassia e Claudio Palmigiano (a cura di). Almanacco illustrato del volley 1987. Modena, Panini, 1986.